# Modulo Medio Electric
A Modulo Medio Electric az Evopro cégcsoporthoz tartozó MABI-Bus Kft. elektromos meghajtású és moduláris felépítésű autóbusza. A busz az első magyar fejlesztésű és magyar gyártmányú elektromos autóbusz. 2016 tavaszán 20, a BKV tulajdonában álló Modulo Medio Electric tesztelését kezdték meg Budapesten.
A Modulo Medio Electric (a BKK FUTÁR rendszerében Modulo Medio C68E néven szerepel) 2016. április 30-ától a 16A, és a 116-os, május 15-étől a 191-es, június 4-étől a 15-ös, a 115-ös, a 39-es és a 102-es vonalon teljesítettek szolgálatot, illetve az esti órákban, és hétvégén a 128-as, 158-as, 241-es, 241A, 251-es és 251A vonalán is beállnak.

## Története
A busz prototípusát 2014-ben mutatták be. A magyar mérnökök által kifejlesztett buszban 57 százalékos a magyar értékhányad. A buszok azonban sorra műszaki meghibásodásokat produkáltak a rossz, átgondolatlan tervezés miatt, ami a karbantarthatóságukat is gátolta. A 2016 áprilisában Budapesten forgalomba állított járművek vázán másfél év múlva repedések jelentkeztek a futóművek bekötési pontjainál. 2018 júniusában a BKV törölte az egyik buszt állományából. A Modulo C68-asaival a BKV-nak már a forgalomba állításuk óta gondjai voltak. Egyebek mellett a buszok kompozit alkatrészei a gyártó közlése ellenére nem voltak újrafelhasznalhatók és rögzítési gondjaik lettek, az elektronika rendre meghibásodott, a buszok méretéhez képest pedig túl nagy fordulókört igényelt az alulkormányzott jármű. A húsz buszból álló flottából eddig hatot selejtezett a BKV, ugyanis ezek a C68-asok már olyan állapotba kerültek, hogy főként a kompozit karosszéria és az akkupakkok állapota miatt nem éri meg őket újra forgalomképes állapotba hozni, és a szakemberek szerint teljesen elölről kellene kezdeni a tervezést ahhoz, hogy a C68-asból elfogadható jármű váljon. Miközben itthon többen perlik a buszokat gyártó MABI Bust/Ikarus Egyedit, hogy a cégbe fektetett pénzük egy részét visszakaphassák, a Magyarországon csődbe vitt cég eszközállományát és néhány félkész buszt az egykori tulajdonos, Mészáros Csaba Szlovákiába menekítette. Ott Dunaszerdahelyen a legdrágább ajánlattal nyertek meg egy közbeszerzést két elektromos midibuszra.

## Felépítése

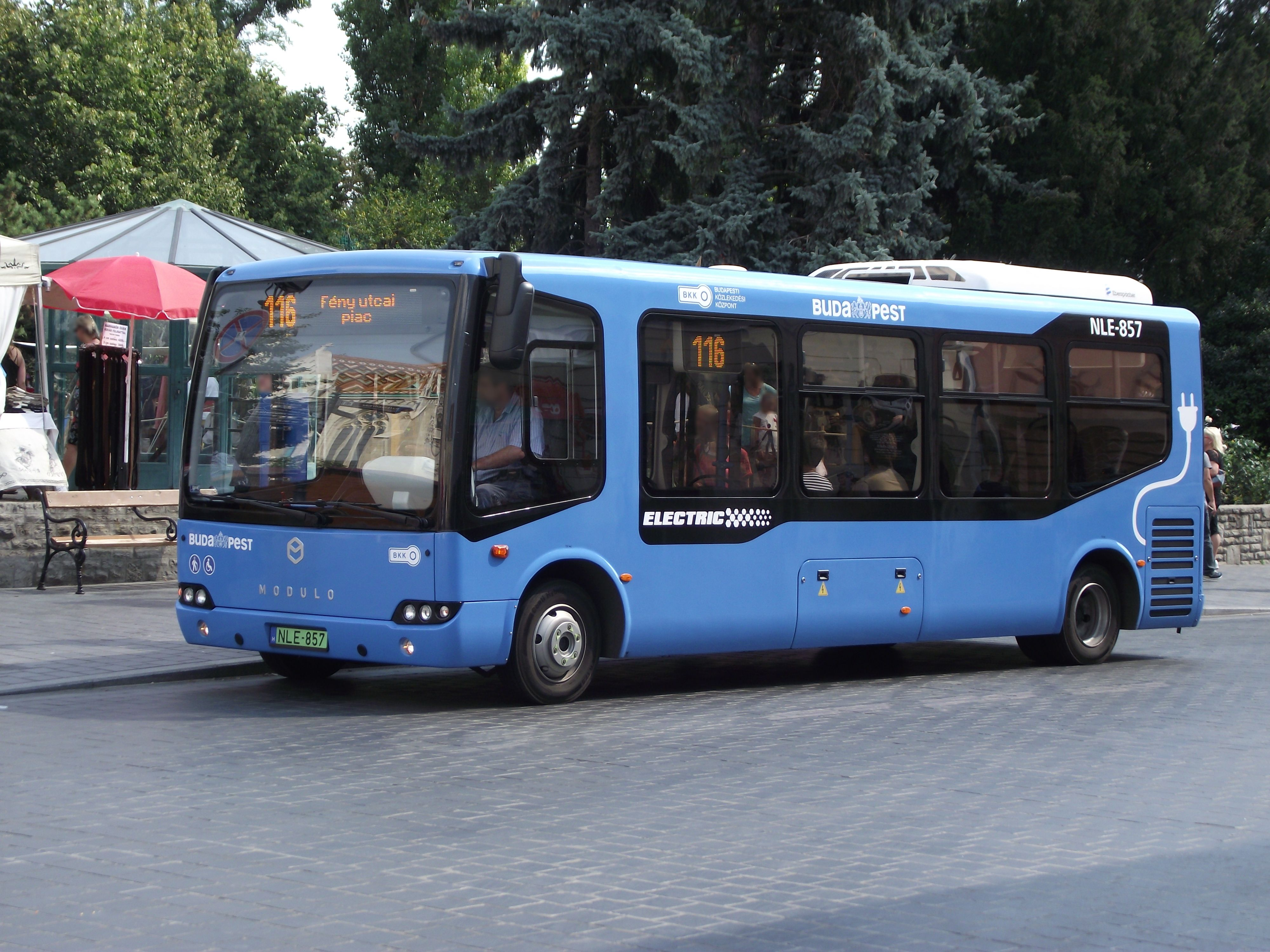
Modulo busz Budapesten

A Modulo buszcsalád felépítése moduláris, azaz egymáshoz illeszthető, variálható szelvényekből áll. Így egy gyártástechnológiával több busztípust is gyorsan le tud gyártani a vállalat, illetve az elkészült modellek elemei a későbbiekben cserélhetőek. A busz karosszériája kompozit műanyagokból készül.

## Eladási adatok
A BKV 2015-ben 20 Modulo Medio Electric buszt vásárolt. Tesztelésüket 2016 tavaszán kezdték meg a budapesti tömegközlekedésben.